# 거상 임상옥
《거상 임상옥》은 1976년 10월 18일부터 1977년 1월 29일까지 방송된 MBC 일일연속사극이다.

## 등장 인물
- 이대근 - 임상옥 역
- 오미연
- 정혜선
- 오지명
- 남성훈
- 박종관
- 한인수
- 현석
- 임채무
- 신충식
- 박영지
- 백인철
- 최명수
- 전운
- 박영태
- 변희봉
- 김호정
- 김재현
- 최불암